# Ferenc Fricsay

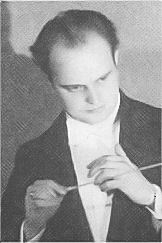
F. Fricsay

Ferenc Fricsay (ur. 9 sierpnia 1914 w Budapeszcie, zm. 20 lutego 1963 w Bazylei) – węgierski dyrygent.
Ferenc Fricsay z muzyką związany był od dzieciństwa, jego ojciec był skrzypkiem, toteż już w 1928 roku został studentem Wyższej Szkoły Muzycznej w Budapeszcie w klasie kompozycji. Zastępstwo za chorego Ottona Klemperera podczas Festiwalu w Salzburgu w 1947 roku, gdzie poprowadził Śmierć Dantona (Gottfried von Einem), stało się początkiem międzynarodowej kariery Fricsaya, będącego wtedy asystentem Klemperera. Przedstawienie odniosło sukces, który przyczynił się także do tego, że von Einem został powołany w skład komitetu kierującego festiwalem, a sam Fricsay dyrygował tutaj także na następnych festiwalach. 
W latach 1948–54 Fricsay był dyrygentem orkiestry symfonicznej rozgłośni RIAS, w latach 1949-52 był także dyrektorem berlińskiej Deutsche Oper. Następnie przeniósł się do Monachium (1956-58), by znów wrócić do Berlina (1961) i współpracować z Symfoniczną Orkiestrą Radiową w zachodniej części miasta. Dyrygent ma na swoim koncie wiele nagranych z tą orkiestrą dzieł, a jego nagrania uzyskały uznanie w oczach krytyki.
Fricsay zmarł na raka w szwajcarskiej Bazylei w wieku 48 lat.